# Face lifting (motoryzacja)
Face lifting (z ang.: „podniesienie, podciągnięcie skóry twarzy”) – modernizacja modelu samochodu polegająca zazwyczaj jedynie na kosmetycznych zmianach w jego wyglądzie.
W nadwoziu najczęściej zmianom ulegają reflektory, atrapa chłodnicy, lampy tylne, zderzaki, listwy boczne. W związku ze zmianami kształtu świateł, często zmienia się również kształt różnych elementów nadwozia, jak maska silnika, tylna klapa i błotniki (np. modernizacja gamy modeli Forda w stylu „New Edge Design” i później „Kinetic Design”). We wnętrzu zmianom przede wszystkim ulega deska rozdzielcza i tablica wskaźników. Lifting nie ingeruje zasadniczo w konstrukcję i zastosowaną w aucie technikę.
Pojęcie to oznacza w chirurgii retusz twarzy mający na celu odmłodzenie wyglądu i zostało zaadaptowane do określenia analogicznego zjawiska odnoszącego się do samochodów.